# Newcastle (South Dublin)
Newcastle (selten auch: Newcastle-Lyons, irisch An Caisleán Nua) ist eine Vorstadt der irischen Hauptstadt Dublin und Teil des Countys South Dublin. Newcastle liegt etwa 16 km westsüdwestlich vom Stadtzentrum Dublins.

## Bevölkerung
Im Jahr 2022 wurden für Newcastle 4526 Einwohner ermittelt.

## Geschichte
Der Name neue Burg („Newcastle“) deutet auf eine frühere Befestigung hin. Bekannt ist die Motte der Normannen aus dem 12. Jahrhundert, die sich nahe der wohl Ende des 14. oder Anfang des 15. Jahrhunderts errichteten Kirche St. Finian’s befand. Um die Siedlung herum befinden sich mehrere Erdwerke, Grabfelder und Tower Houses.

## Lage und Verkehrsanbindung
Newcastle liegt etwas abseits der wichtigen Verkehrsrouten zwischen der N7 im Süden und dem Grand Canal im Norden. Im Osten von Newcastle liegt der Militärflugplatz Baldonnel. 

## Wirtschaft
Mit dem Greenogue Business Park findet sich zwischen dem Militärflugplatz und der Siedlung ein Gewerbe- und Industriegebiet, das viele Personen angezogen hat. Die Einwohnerzahl Newcastles ist daher seit 1991 fast vervierfacht worden.

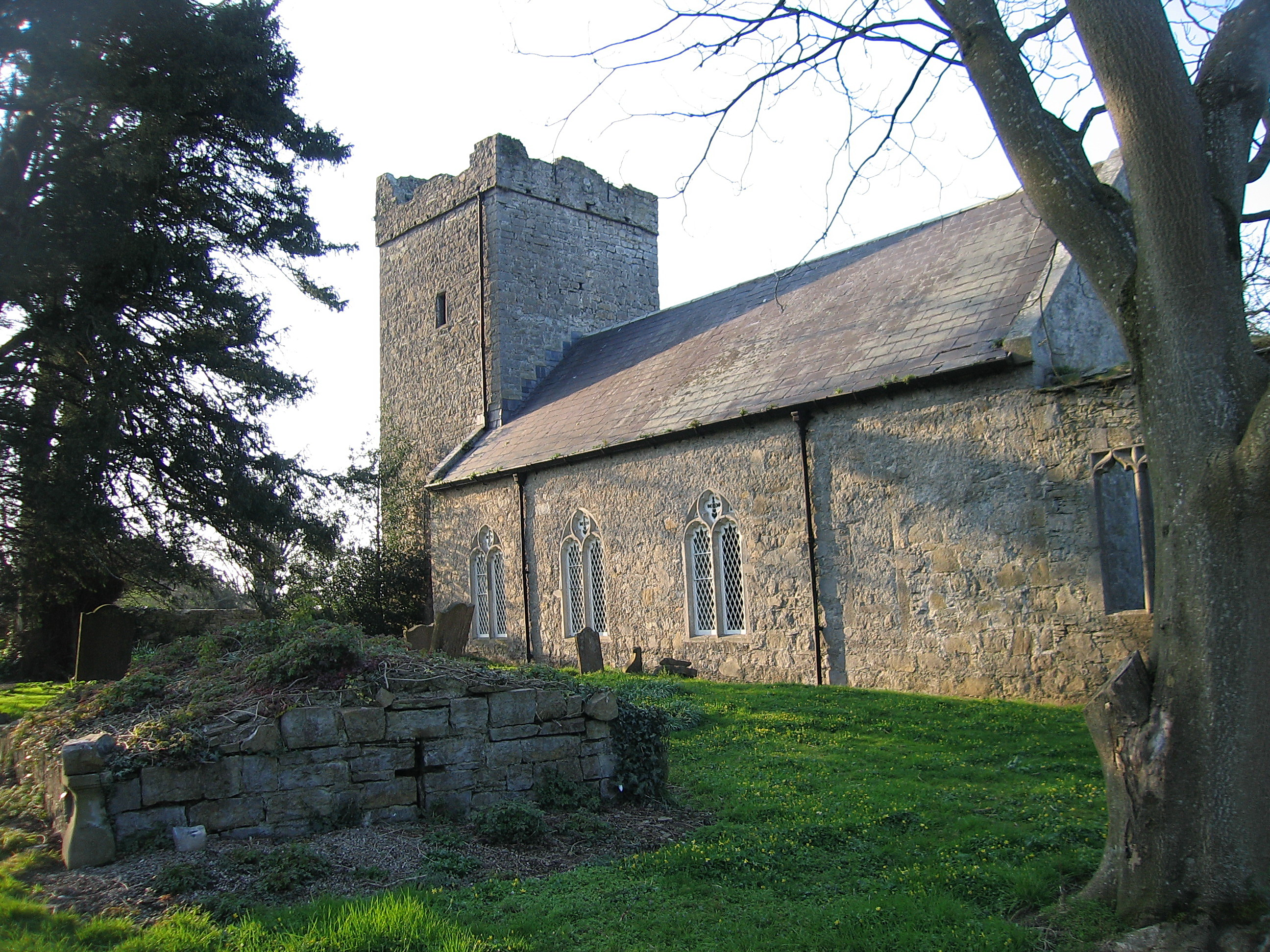
Kirche St. Finian’s

## Persönlichkeiten
- John of St John (vor 1200–1253), Schatzkanzler der englischen Krone für Irland, Bischof von Ferns und Herr über Newcastle
- Richard FitzEustace (um 1380–1445), Lordkanzler von Irland, hatte um Newcastle seine Hausmacht